# Glenea kinabaluensis
Glenea kinabaluensis là một loài bọ cánh cứng trong họ Cerambycidae.